# Anabarilius
Az Anabarilius  a csontos halak (Osteichthyes) főosztályának sugarasúszójú halak (Actinopterygii)  osztályába, a pontyalakúak (Cypriniformes) rendjébe, a pontyfélék (Cyprinidae) családjába, és az Cultrinae alcsaládjába tartozó nem.

## Rendszerezés
A nembe az alábbi 17 faj tartozik:
- Anabarilius alburnops
- Anabarilius andersoni
- Anabarilius brevianalis
- Anabarilius duoyiheensis
- Anabarilius grahami
- Anabarilius liui
- Anabarilius longicaudatus
- Anabarilius macrolepis
- Anabarilius maculatus
- Anabarilius paucirastellus
- Anabarilius polylepis
- Anabarilius qiluensis
- Anabarilius qionghaiensis
- Anabarilius songmingensis
- Anabarilius transmontanus
- Anabarilius xundianensis
- Anabarilius yangzonensis